# オシリスとイシスの伝説

イシス

オシリスとイシスの伝説（オシリスとイシスのでんせつ）とは、オシリスとイシス及びセト、ホルス神を巡るエジプト神話上の一連のエピソード。ファラオの王権に密接に関わり、神話学の観点からは、オシリスの死と再生を象徴しているとされる。紀元前24世紀には原型が成立したと考えられているが、古代エジプトで信じられた物語の大部分は失われている。現在広く知られているのは紀元１世紀にギリシャの歴史家プルタルコスによって紹介された伝説であり、本項もこれに基づく。このギリシャ版が本来の信仰をどれだけ忠実に反映しているか、現時点では検証の手段がない。
なお、プルタルコスはエジプト神話に登場する神々の名前をギリシャ神話のそれに置き換えた上で記述しているが、本項ではエジプト神話での名前に基づいて説明する。

## 概要
オシリスとセトは兄弟であったが、王位を継いだ兄のオシリスをセトは妬んでいた。このためセトはオシリスを殺害するが、オシリスの妻イシスやホルスが協力してセトを倒し、ホルスがオシリスの跡を継いでエジプトの王位に就く。

### 登場する神
- ホルス（オシリスとイシスの息子）
- イシス（オシリスの妹であり妻）
- セト（オシリスの弟）
- オシリス（冥界の王）
- ラー

## 神話
大地の神ゲブと天空の女神ヌトの間に4人の子供が産まれた。長男オシリス、長女イシス、次男セト、次女ネフティスである。四人は、それぞれ結婚した。
やがて太陽神ラーが王位をオシリスに譲った。一説でセトは、王位を自分の物にするために産道ではなく母親のヌトの脇腹を突き破って誕生した。しかしオシリスの方が先に生まれてしまったために王位を得られなかったと言われる。
また初めは、兄弟でエジプトを治めていたがセトの妻ネフティスがオシリスと不倫して次第に険悪になったと言われる。どの時点か不明だが、セトはオシリスから王位を奪おうと考えるようになった。

### セトの陰謀
ある日、オシリスが館を留守にしている間に、セトは72名の廷臣達と暗殺の謀り事を企む。オシリスが帰って来た時、木棺にピッタリ入った者には、褒美として棺が贈られるという催しがあった。この木棺は、オシリスの体に合わせてセトらが作らせた物であったが、何も知らないオシリスはピッタリした棺に気持ちよく横たわった。するとオシリスが抵抗する暇もない間に蓋がかぶせられ、隙間には鉛が流し込まれた。そしてオシリスが入った棺は、セトたちによってナイル川に流されてしまう。

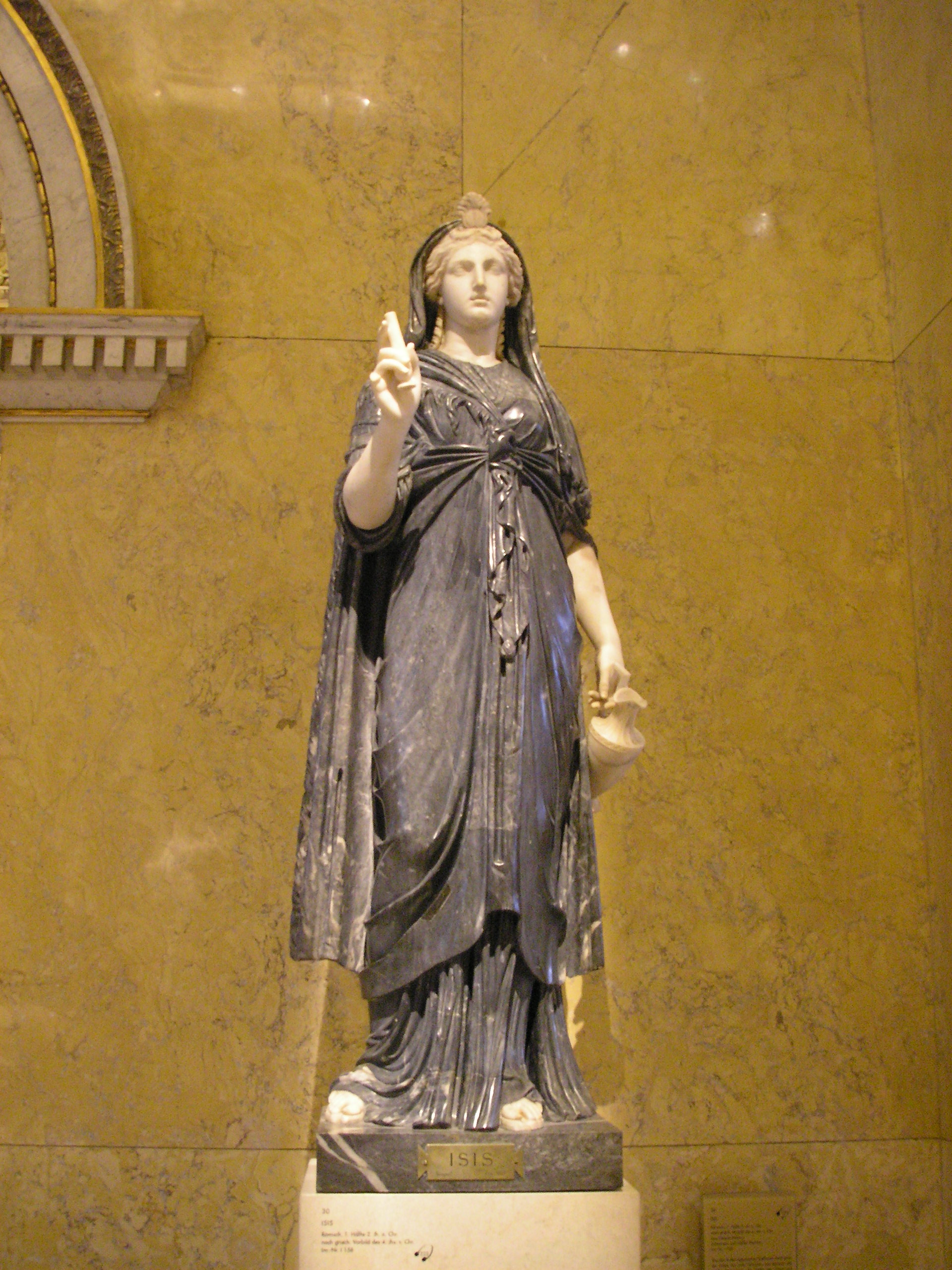
古代ローマのイシス像（2世紀・ナポリ、ウィーン美術史美術館）

オシリスの妻イシスは、心を痛めオシリスを探しに出た。オシリスの入った棺は、地中海に出てビブロスに流れ着いた。棺は、その場所に生えたヒースの木に包みこまれ、そのまま加工され宮殿の柱になっていた。やがてイシスは、魔術を駆使し、王子の乳母に化けてビブロスの宮殿に潜入した。イシスは、世話していた赤子を不死にするために炎の中に入れ、自身は、ツバメに変身してオシリスの入っている柱の周りを飛び回った。ある日、王妃が王子の部屋を訪ねて、この様子を見て驚き、イシスは、元の姿に戻って素性と事情を明かして納得して貰うと、柱を回収してエジプトに持ち帰り秘密の場所に隠した。

### ばら撒かれたオシリス
だが、それを知ったセトは、執念で棺を探し出すとオシリスの遺体を14の部分に切断してしまう。そしてバラバラになったオシリスをエジプト中にばら撒いた。イシスは、再び救出に赴き、パピルスの舟で遺体の破片を探し出し、オクシリンコスで魚に飲み込まれた男根を除いて繋ぎ合わせた体を強い魔力で復活させた。しかし不完全な体だったためオシリスは、現世に留まれなかった。止む無くオシリスは、冥界の王として蘇る。
この時、様々な神々がイシスを助けたとされる。まずミイラ作りの神アヌビスがオシリスの身体を繋ぐのを手伝った。次にセベクは、ナイル川に落ちたオシリスの死体を回収するのを手伝った。さらにトトとネフティスがオシリスの傷を治療したと言われる。
またオシリスのばら撒かれた遺体の落ちた地が聖地とされた。アビュドスに頭、ブシリスに背骨、アトリビスに心臓、ビガとエドフには、足が落ちたと言われる。

### ホルスとセトの戦い
セトは、オシリスとイシスの息子ホルスも殺そうと考えた。イシスはホルスを守ろうと魔術を使うが、セトには敵わずホルスは殺されてしまう。ここで再びトトがホルスを助け、生き返らせることに成功した。
成長したホルスは、叔父セトへの復讐を決意した。ホルスとセトは、初めオシリスの正当な後継者は、どちらなのか神々の前で評定が開かれた。ラーがセトの肩を持つため、セトは不利にならなかった。そこでイシスは老婆に化けて、評定が行われた中の島への渡し守アンティに金の指輪を与えて騙し、中の島へ乗り込んだ。次にイシスは若い女性に化けてセトを計略にはめ、彼に「父の財産は息子が継ぐべきで、その財産を奪う者は追放する」という発言をさせた。セトは自分の正当性を自分で否定し、神々の支持を失った。
怒るセトは九柱の神々にアンティを罰させ、踵の皮を剥いでサンダルをぴったり履けなくした。アンティは金を呪うようになり、彼女の属する町では金が忌むべき物となった。またセトは、巨大な豚に姿を変えてホルスを襲った。神々の面前で行われたこの侮辱にラーは怒り、「豚は未来永劫、忌まわしい動物とせよ」と叫んだ。ラーは機嫌を損ねて裁判官の役割を放り出したが、ハトホルが自分の秘所をラーに見せて喜ばせ、彼を再び裁判官の役割に就かせた。
だがセトはそれを認めず、ホルスと共にカバに変身して川に潜り、先に陸に上がった者が負けという勝負を行った。イシスは銅の釣り針を水中に投じてホルスを援護しようとしたが、誤って釣り針を息子に引っ掛けてしまい、息子が苦しんだので針に命じて外させた。次はセトに針を引っ掛けることに成功するが、セトが「私とお前は同じ母から生まれた兄弟だろう」と彼女を言いくるめ、同情したイシスは釣り針を外した。これに怒ったホルスはイシスを追いかけ、その首を刎ね落とした。トートはイシスの死体をラーの元へ運び、イシスの体の上に雌牛の頭を置いて代用とした。
ラーはイシスを殺したホルスに罰を下し、またはセトがホルスの両目を奪って山中に埋め、その目からはロータスの花が咲いた。しかし、ハトホルが彼の眼窩に雌アカシカの乳を与えて復元させた。
その後もホルスとセトは激しい戦いを繰り広げ、復活したイシスは再び息子を守ろうとする。ホルスは左目を失ってしまうものの（この左目は長い間エジプト全土を旅し、様々な知見を得たとされる）、トートが月の力を借りてホルスの左目を癒した。その後、神々の助言によってホルスとセトは一時和解し、同居することとなる。しかし、セトがホルスに危害を加えたことから、助けに入ったイシスによってセトは両手を切り落とされる（ただし、後に復元した）。
最後の戦いでセトはホルスに対して、石の船を作って勝負することを持ちかけた。セトは石の船を作るが、ホルスは杉の木を漆喰で覆った船を作った。そのためセトの船は水に沈み、ホルスの船は水に沈まなかった。しかし、セトはカバに変身して水中からホルスを殺そうとしたが、ホルスはセトに槍を突きつけ睾丸と片足を奪った。このようにして、最終的にホルスが勝利し、父の仇討ちを果たすことに成功する。
オシリスはトートとの相談の末、地上の王権をホルスに譲位することができた。これ以来、地上を統治する王（ファラオ）は「ホルスの化身」と見なされるようになった。

## 美術
ウィーン美術史美術館所蔵の「ホルエムヘブ王とホルス神座像」は、王とホルス神を同一の石から彫り抜いて並べた新王国第18王朝時代末期の石灰岩像であるが、ホルス神の名として神聖文字で「ホルス、父の仇を打つ者」と刻まれている。
なお、ホルスとセトの戦いの際、ホルスが失った左目は古代エジプトでよく見られる眼のシンボルとなり「ウジャトの目」と呼ばれる。セトを撃退したことから魔除け的な意味を持ったようだ。